# Temporal de Amor
"Temporal de Amor" é uma canção brasileira escrita por Cecílio Nena e gravada pela dupla sertaneja Leandro & Leonardo, mais tarde lançada no álbum Leandro & Leonardo Vol. 6. Esta canção ganhou mais tarde uma versão em espanhol.
A canção ainda foi indicada pelo Troféu Imprensa na categoria "Música do Ano" em 1992.